# Pierre-Gustave Paltz
Pierre-Gustave Paltz, né le 20 décembre 1885 à Paris où il est mort le 18 décembre 1921, est un peintre français.

## Biographie
Pierre-Gustave Paltz est le fils d'Élisa Paltz, journalière.
Élève de Léon Bonnat et Ferdinand Humbert, il expose au Salon à partir de 1910 et concourt pour le prix de Rome en 1912 et 1913.
Il meurt le 18 décembre 1921 à l'âge de 35 ans. Il est inhumé le 21 décembre au cimetière du Père-Lachaise.